# Nathan Van Hooydonck
Nathan Van Hooydonck (ur. 12 października 1995 w Gooreind) – belgijski kolarz szosowy.

## Osiągnięcia
Opracowano na podstawie:

2012
- 2. miejsce w mistrzostwach Belgii juniorów (start wspólny)
- 3. miejsce w Ronde van Vlaanderen juniorów

2013
- 2. miejsce w Paryż-Roubaix juniorów
- 2. miejsce w mistrzostwach Belgii juniorów (jazda indywidualna na czas)
- 3. miejsce w La Philippe Gilbert juniors
- 3. miejsce w Omloop der Vlaamse Gewesten
- 1. miejsce w Keizer der Juniores

2015
- 2. miejsce w mistrzostwach Belgii U23 (jazda indywidualna na czas)
- 3. miejsce w Olympia’s Tour
  - 1. miejsce w klasyfikacji młodzieżowej
- 1. miejsce w mistrzostwach Belgii U23 (start wspólny)

2016
- 1. miejsce w prologu Tour de Berlin
- 3. miejsce w Ronde de l’Oise
  - 1. miejsce w klasyfikacji młodzieżowej
  - 1. miejsce na 4. etapie
- 2. miejsce w Kernen Omloop Echt-Susteren
- 3. miejsce w Chrono Champenois

2019
- 1. miejsce na 3. etapie Hammer Stavanger (drużynowo)

2023
- 2. miejsce w Kuurne-Bruksela-Kuurne

## Rankingi
| Rok             | 2015 | 2016 | 2017  | 2018  | 2019 | 2020 | 2021 | 2022 | 2023 |
| --------------- | ---- | ---- | ----- | ----- | ---- | ---- | ---- | ---- | ---- |
| UCI World Tour  |      | -    | -     | 258.  |      |      |      |      |      |
| World Ranking   |      | 442. | 1194. | 459.  | 942. | 622. | 336. | 599. | 207. |
| UCI Europe Tour | 564. | 237. | 769.  | 1033. | 680. | 507. | 284. | 463. | -    |
| UCI Asia Tour   | -    | -    | -     | 74.   |      |      |      |      |      |
|                 |      |      |       |       |      |      |      |      |      |
| Źródło: UCI     |      |      |       |       |      |      |      |      |      |